# Cerro Blanco, Ocotepec
Cerro Blanco är en ort i Mexiko.   Den ligger i kommunen Ocotepec och delstaten Chiapas, i den sydöstra delen av landet, 700 km öster om huvudstaden Mexico City. Cerro Blanco ligger 1 461 meter över havet och antalet invånare är 101.
Terrängen runt Cerro Blanco är bergig åt nordväst, men åt sydost är den kuperad. Runt Cerro Blanco är det ganska glesbefolkat, med 47 invånare per kvadratkilometer. Närmaste större samhälle är Tapilula, 18,6 km öster om Cerro Blanco. I omgivningarna runt Cerro Blanco växer i huvudsak städsegrön lövskog.